# Krkavá skala (pomnik przyrody)
Krkavá skala – baszta skalna na wschodnich zboczach masywu Sidorovo w północno-wschodniej części grupy górskiej Wielkiej Fatry na Słowacji. Chroniona jako pomnik przyrody (słow. prírodná pamiatka Krkavá skala).

## Położenie
Baszta skalna o nazwie Krkavá skala wyrasta ze wschodnich podnóży masywu Sidorowa na wysokości ok. 780 m n.p.m., wysoko ponad doliną Revúcy i biegnącej wzdłuż niej drogi nr 59 z Rużomberku do Bańskiej Bystrzycy.
Znajduje się na terenie katastralnym miasta Rużomberk (dzielnica Biely Potok) w powiecie Rużomberk w kraju żylińskim.
Krkavá skala leży w granicach pasma ochronnego Parku Narodowego Wielka Fatra.

## Charakterystyka
Powstała pod wpływem procesów erozyjnych, które wypreparowały ją z sąsiedniego zbocza Sidorowa. Zbudowana jest głównie z dolomitów środkowego triasu. U jej podstawy zostały zidentyfikowane skały zaliczane do utworów jury środkowej. Z wysokością 15–22 m (w zależności od strony baszty) zaliczana jest do najwyższych tego typu utworów na terenie Słowacji. Na wierzchołku rośnie kilka reliktowych sosen i młode buki. Na ścianach liczne stanowiska roślin wapieniolubnych.

## Wspinaczka skalna
Krkavá skala jest popularnym terenem wspinaczki skalnej. Pierwsze przejścia kilku dróg miały miejsce już w latach międzywojennych, jednak większość z nich została poprowadzona już po II wojnie światowej. Jeden z najpoważniejszych problemów na skale, tzw. Wschodni Komin lub Komin Ulenfelda (słow. Východný komín lub Ulenfeldov komín) został rozwiązany dopiero 23 lipca 1961 r. przez zespół Ulenfeld – Široký.
Obecnie na baszcie jest ok. 15 dróg o trudnościach od IV do VIII. Większość z nich posiada stałe punkty asekuracyjne.

## Historia ochrony
W 1952 r. została ogłoszona za chroniony twór przyrody (słow. chránený prírodný výtvor Krkavá skala). Nowelizacja rozporządzeniem Ministerstwa Kultury Słowackiej Republiki Socjalistycznej nr 4971/1984-32 z dnia 31 sierpnia 1984 r., a następnie nr 1165/1988-32 z dnia 30 czerwca 1988 r. Decyzją organów kraju żylińskiego nr 3/2003 z dnia 12 czerwca 2003 r. przekategoryzowana na pomnik przyrody (słow. prírodná pamiatka Krkavá skala) o powierzchni 2 619 m² z czwartym (w pięciostopniowej skali) stopniem ochrony.

## Cel ochrony
Celem ustanowienia pomnika przyrody jest potrzeba ochrony wyjątkowego obiektu geomorfologicznego, cennego z punktu widzenia naukowo-badawczego, kulturalnego i edukacyjnego.